# Абиссинский заяц
Абиссинский заяц (лат. Lepus habessinicus) — вид млекопитающих отряда зайцеобразных, обитающий в восточной части Африки.

## Распространение
Страны проживания: Джибути, Эритрея, Эфиопия, Сомали, Судан. Этот вид может быть найден на высотах от уровня моря до 2000 или даже 2500 м. Занимает различные места обитания: открытые луга, степи и саванны, пустынные районы с некоторым количеством кустарников.

## Поведение
Есть предположение, что ведёт ночной образ жизни.

## Морфологические признаки
Длина головы и тела этого вида 40,0—55,0 см. Вес около 2 кг. Цвет спины рыжевато-коричневый с чёрным струйчатым рисунком. Верхняя сторона хвоста чёрная, нижняя сторона — белая. Уши очень длинные.